# Lipkovo
Lipkovo (makedonsky Липково) je vesnice v Severovýchodním regionu v Severní Makedonii. Je administrativním centrem Opštiny Lipkovo. V roce 2002 zde žilo 2644 obyvatel.

## Poloha, popis
Obec se nachází uprostřed opštiny. Rozkládá se podél řeky Lipkovska Reka v nadmořské výšce cca 400 - 800 m.
Na severozápadě území, asi 2 km od obydlené části, je na řece přehrada, nad kterou se rozlévá jezero Lipkovské jezero.
Vesnicí prochází regionální silnice R2133. Z ní odbočuje na severozápad místní komunikace, která končí v horách ve vesnici Lukare. Silnice se táhne podél Lipkovského jezera a poté kolem jezera Glažnja.

### Obyvatelstvo

Poloha obce v opštině

Podle sčítání lidu z roku 2002 zde žilo celkem 2644 obyvatel.
Bylo tam 2 631 Albánců, 2 Makedonci a 11 dalších.
Většina obyvatel pracuje v zemědělství.